# 薩迪·哈伊姆
哈迪·拉梅切（Saadi Haim，1992年11月14日—）是一名阿爾及利亞田徑運動員，主攻馬拉松項目。他曾於阿爾及爾國際馬拉松跑出第10名的成績。

## 外部連結
- 薩迪·哈伊姆在的頁面